# Рогожня
Рогожня — посёлок в Унечском районе Брянской области в составе Старосельского сельского поселения.

## География
Находится в центральной части Брянской области на расстоянии приблизительно 32 км на восток по прямой от вокзала железнодорожной станции Унеча.

## История
Известен был с 1930-х годов. На карте 1941 года отмечен как поселение с 8 дворами. 

## Население
Численность населения: 5 человек (русские 100 %) в 2002 году, 2 в 2010.